# Temple de Vesta (Rome)
Pour l’article homonyme, voir Temple de Vesta (Tivoli).
Le temple de Vesta (en latin : Aedes Vestae) est un temple romain dédié à Vesta situé sur le Forum romain. Ce très ancien petit temple rond aurait été édifié, à Rome, sous le règne de Numa Pompilius, au VIIe siècle av. J.-C., durant la monarchie romaine en relation avec la maison des vestales, avec laquelle il forme un complexe religieux appelé Atrium Vestae. Le temple actuel date de la fin du IIe siècle, restauré après l'incendie du Forum en l'an 191.

## Localisation
Situé à l'extrémité orientale du Forum romain, près de la Regia et de la maison des vestales, il est également proche de la fontaine de Juturne et du temple de Castor et Pollux,, originellement au sein du quartier des vestales (voir le plan).

## Fonction
Le temple abrite le feu sacré, le Palladium (une effigie en bois de Minerve apportée par Énée depuis Troie) ainsi que d'autres objets sacrés, qui sont gardés dans des caches secrètes appelées penus Vestae, qui n’était ouvert que lors des Vestalia. On ne trouve aucune statue de la déesse elle-même dans la cella ; à la place se dresse le foyer dans lequel brûle le feu sacré. Les Romains pensent que ce feu est intimement lié à la fortune de la ville et considèrent son extinction comme un signe annonçant des désastres imminents.
L'édifice même consacré à Vesta n'est pas un templum (un espace consacré), bien que les poètes le qualifient quelquefois ainsi. Il s'agit par contre d'une aedes (temple). Selon Ovide, sa forme ronde avec un foyer au milieu est une représentation symbolique de la Terre, avec son feu central et immobile. Georges Dumézil rend compte de la forme ronde du temple de Vesta par une comparaison avec celle du foyer du maître de maison et voit dans cette forme un lien avec la Terre. Les historiens modernes font aussi un rapprochement avec un rite funéraire très ancien observé à Rome, consistant à recueillir les cendres du défunt après crémation, à les placer dans une urne ronde en forme de cabane (urne-cabane) qu'ils inhumaient. On ne peut toutefois pas tirer de ces similitudes symboliques d'autres conclusions que l'extrême ancienneté de ce culte et son caractère autochtone.
S'il n'existait aucune statue de la déesse, le temple comprenait la représentation d'un membre viril (fascinus), symbole du Feu divin. Il représentait la tarière servant à produire des flammes avec un foret à feu.

## Histoire

### Antiquité

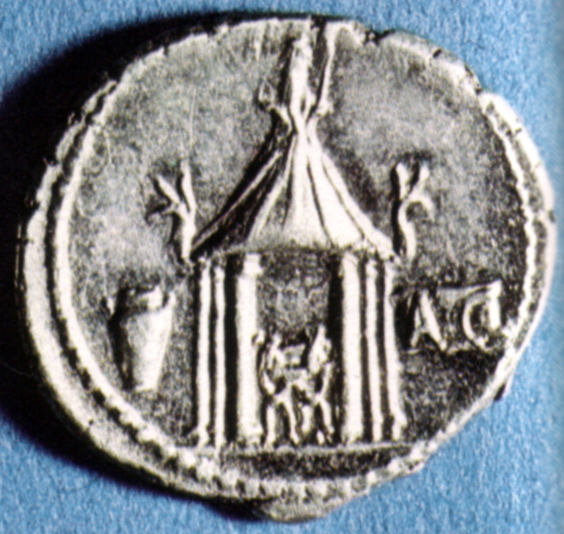
Denarius de Quintus Cassius Longinus, consul en 164 av. J.-C, avec une représentation du temple de Vesta.

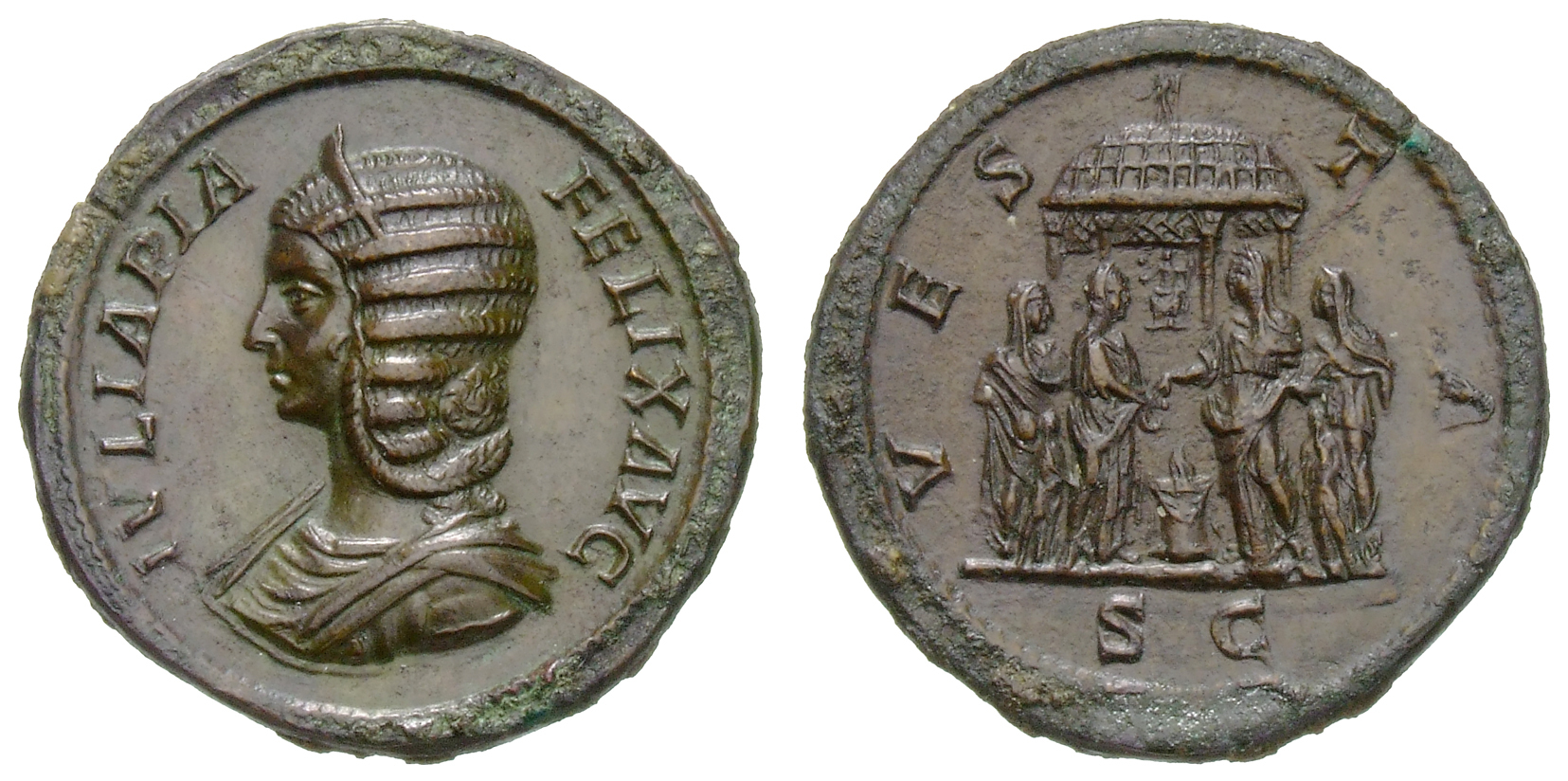
Monnaie de Julia Domna, revers temple de Vesta.

Le site sur lequel est construit le temple connaît une activité cultuelle depuis le VIIe siècle av. J.-C.. L'édification du bâtiment est attribuée par certains à Romulus, mais le temple est à l'extérieur du pomœrium du Palatin et ne peut avoir été construit avant le deuxième stade de croissance de la ville. Les auteurs antiques attribuent la construction du premier temple de Vesta à Numa Pompilius, qui a également fait construire à proximité la Regia (sa résidence) et la maison des vestales, ce qui en fait l'un des édifices les plus anciens qu'ait connus la Rome antique. À l'origine, le roi charge ses propres filles de surveiller le feu sacré. Peu à peu, elles acquièrent le statut de prêtresses et l'ordre des vestales devient le seul sacerdoce féminin de Rome.
Le temple est sans doute incendié lors du sac gaulois de Rome en 390 av. J.-C. et à nouveau en 241 av. J.-C., lorsqu'un des pontifes, Lucius Caecilius Metellus, se précipite dans le temple en flammes et sauve les objets sacrés dont le Palladium, y perdant la vue,. Néanmoins, Cicéron affirme que c'est la vue des objets sacrés qui le rend aveugle, et non l'incendie. En 210 av. J.-C., l'édifice est sauvé d'un nouvel incendie grâce à la dévotion de treize esclaves, qui sont alors rachetés aux frais de l'État et obtiennent la liberté. Le temple subit ensuite, avec la maison des vestales, d'importantes restaurations. Il est encore menacé en 14, et les objets sacrés sont évacués. Les sources antiques relèvent deux autres destructions du temple par le feu, pendant le grand incendie de 64, il est alors reconstruit sur ordre de Néron puis après l'incendie de 191, il est restauré sous Septime Sévère. L'émission de monnaies associant l'effigie de l'impératrice Julia Domna et une célébration devant le temple de Vesta a fait supposer que Julia Domna a contribué à la restauration du temple après l'incendie de 191, thèse controversée.
En 391, Théodose Ier abolit les rites païens par décret. Le temple est finalement fermé, le feu sacré éteint et le collège des vestales dissous en 394, après la victoire de Théodose contre Eugène et Arbogast à la bataille de la Rivière froide.

### Vestiges

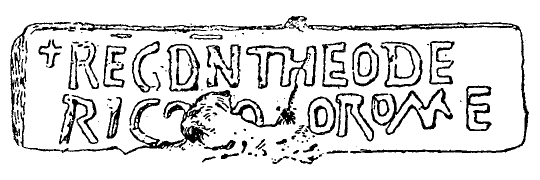
Brique estampillée avec la « marque » de Théodoric le Grand, découverte dans le temple de Vesta.

Resté quasiment intact pendant tout le Moyen Âge, le temple, toujours debout selon le témoignage de l'érudit Onofrio Panvinio, est définitivement détruit en 1549 et son marbre réemployé dans la construction d'églises et divers palais romains. Les vestiges du temple sont mis au jour lors de fouilles archéologiques du XIXe siècle. Les ruines visibles aujourd'hui sont le résultat d'une reconstruction entreprise dans les années 1930. Elles comprennent une partie du podium et des fondations, trois colonnes et l’entablement qu'elles supportent, ainsi que la portion du mur de la cella correspondant à la même section.

## Description
Le temple est de forme ronde, entouré d'une simple rangée de colonnes, plus des demi-colonnes engagées de part et d'autre du mur de cella. De dimensions modestes (le podium fait quinze mètres de diamètre), il est surmonté d'un dôme ayant pour hauteur la moitié du diamètre de l'édifice, probablement en imitation des cabanes italiques anciennes, et aurait été construit à l'origine en acacia avec un toit couvert de chaume. Le faîte du toit devait être percé afin de laisser s'échapper la fumée. Le podium, en opus caementicium, est recouvert de plaques de marbre. Il est complété par vingt socles en saillie qui soutiennent vingt colonnes corinthiennes en marbre blanc. La cella est fermée, vingt colonnes engagées décorent son mur extérieur. On y accède par une porte orientée vers l'est qui rappelle le lien entre le feu sacré et le Soleil, considérés comme source de la vie. Sous le podium de la cella, les fouilleurs de 1899 ont découvert une cavité en forme de rectangle ou de trapèze de 2,40 mètres de côté . Il s'agit peut-être du penus Vestae, dans lequel étaient dissimulés les objets sacrés les plus précieux.

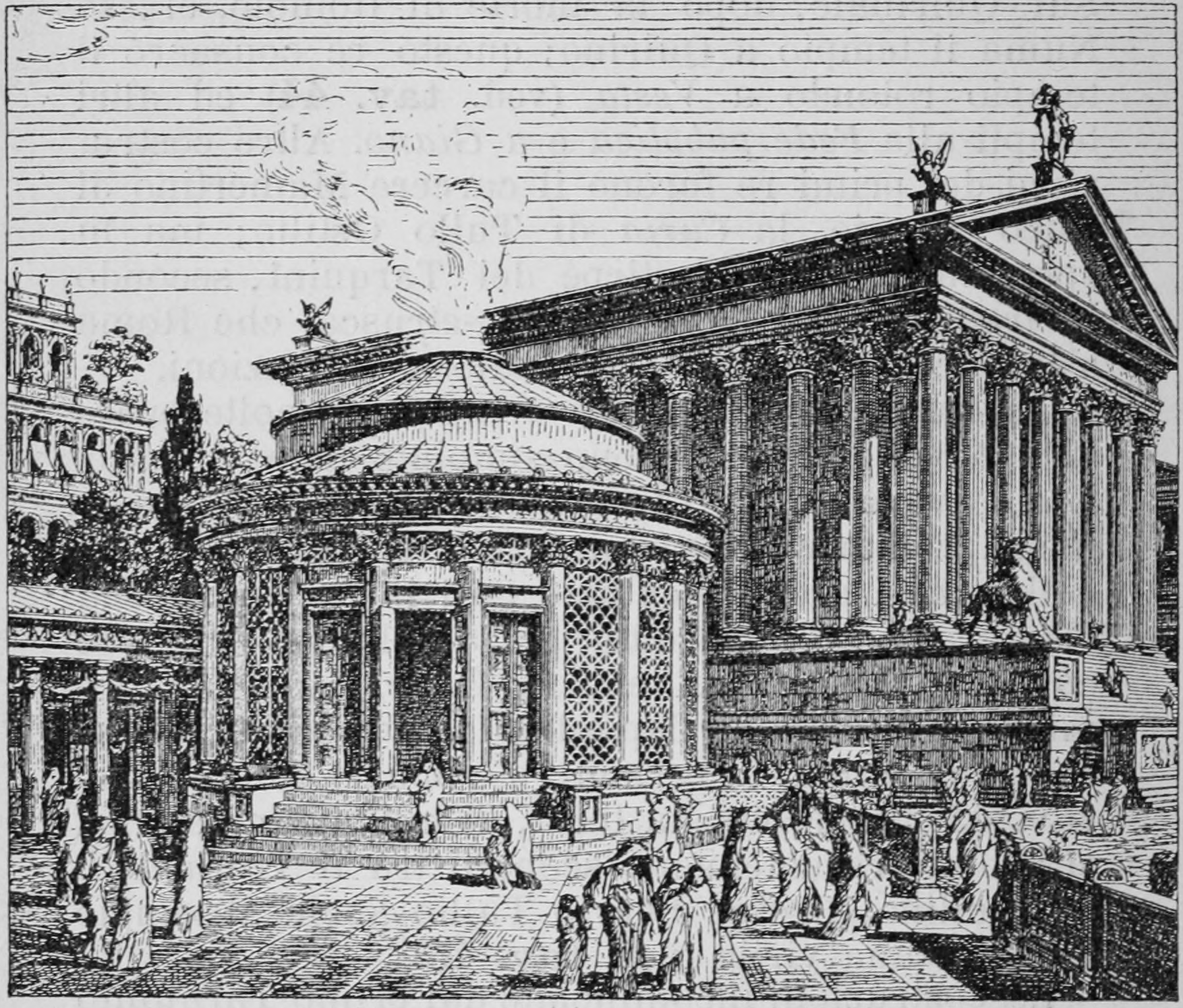
Reconstitution du temple, avec le temple de Castor et Pollux en arrière-plan.
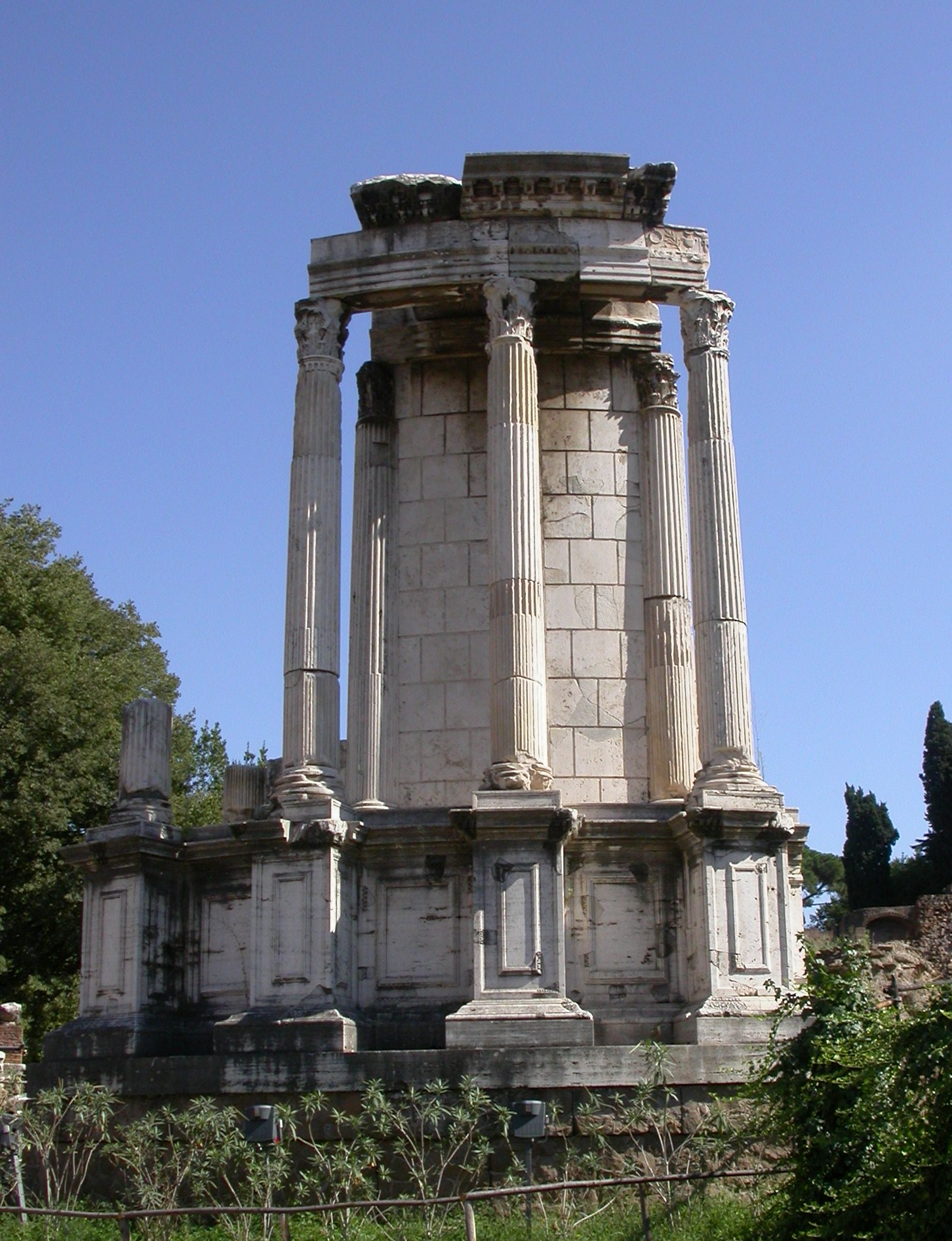
Extérieur du temple.
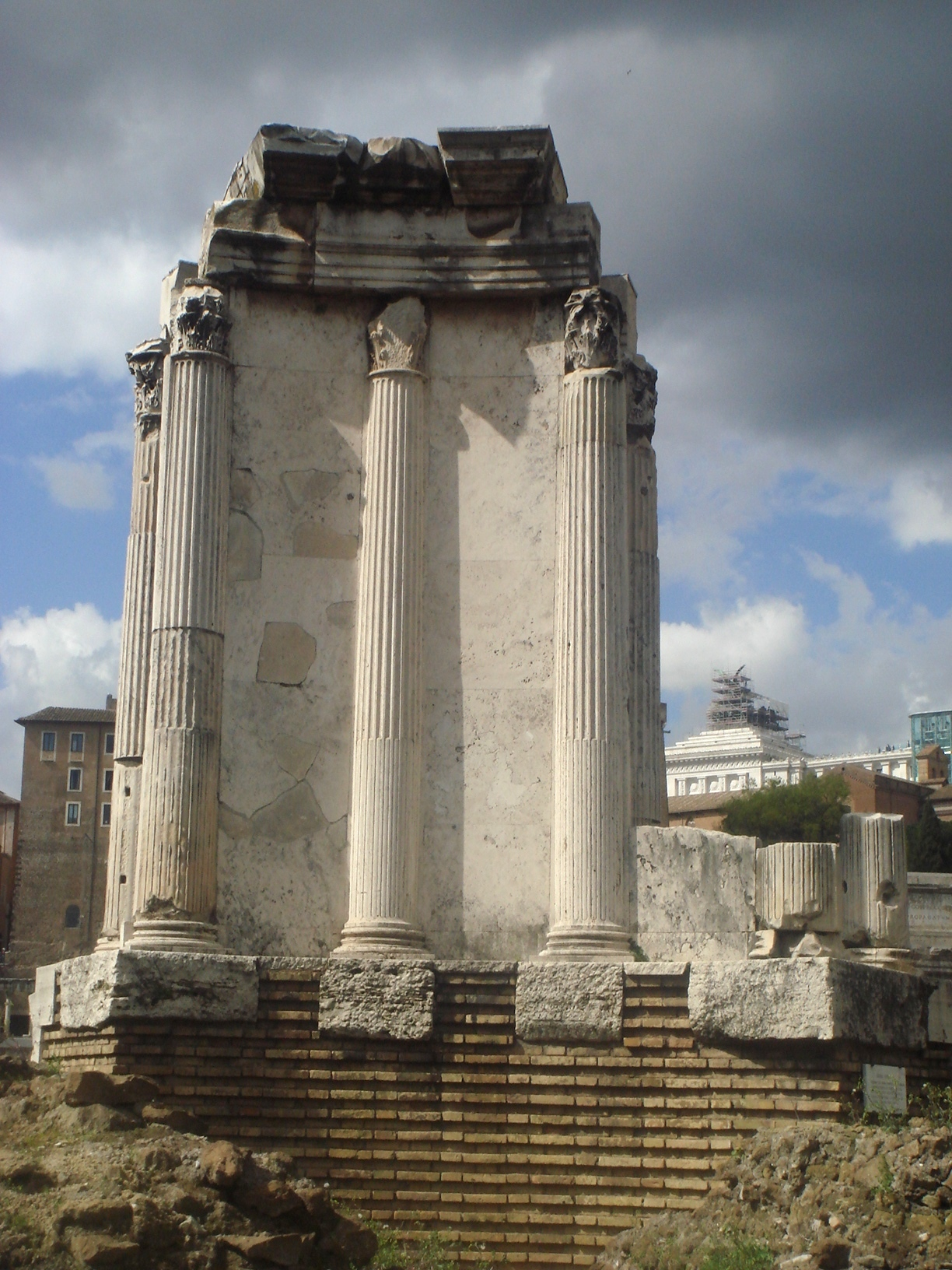
Intérieur du temple.
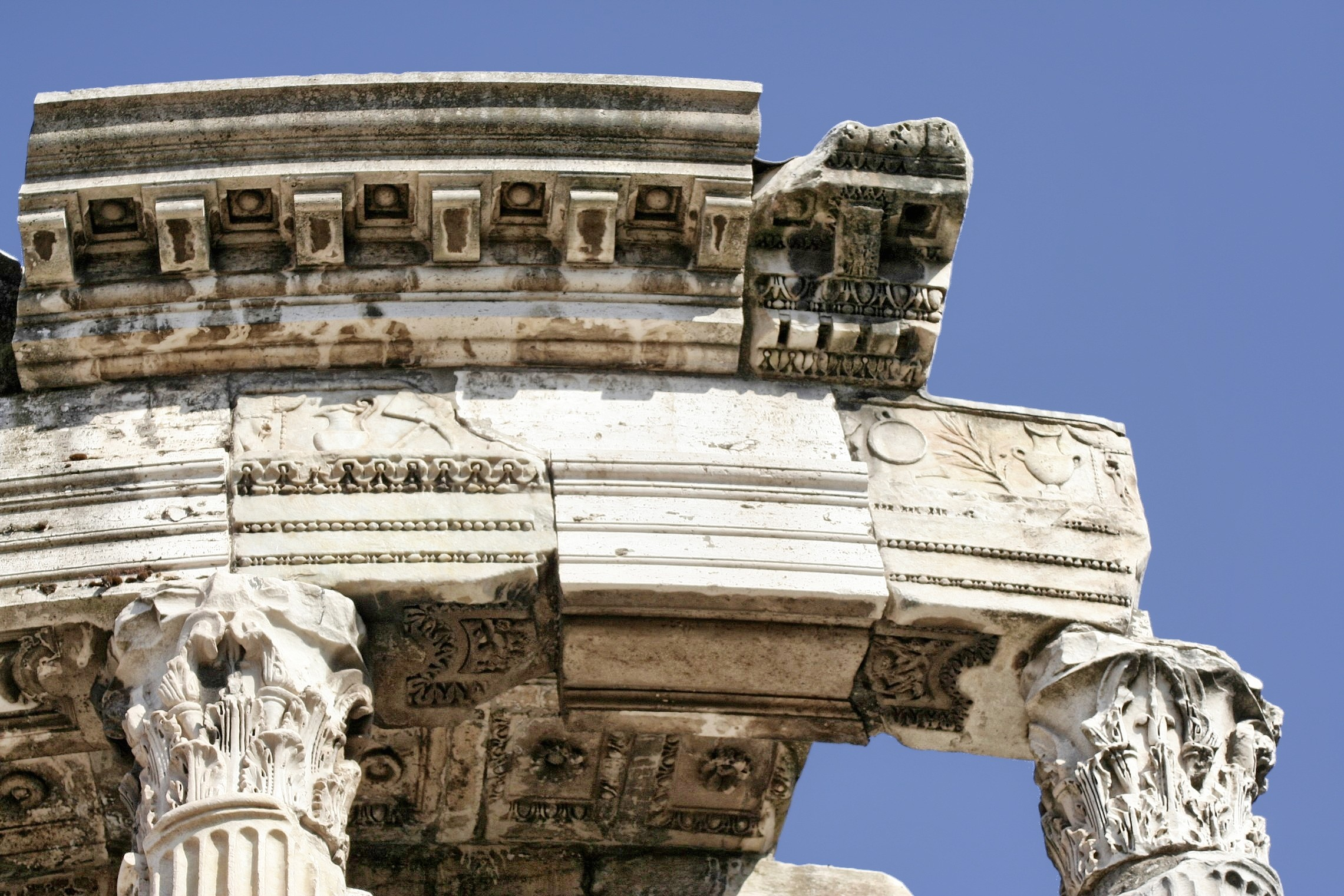
Détail de la frise.